# Карін Тюріг
Карін Тюріґ  (нім. Karin Thürig, 4 липня 1972) — швейцарська велогонщиця, олімпійська медалістка. Спортсменка року Швейцарії (2004).

## Виступи на Олімпіадах
| Олімпіада  | Дисципліна                         | Місце |
| ---------- | ---------------------------------- | ----- |
| Афіни 2004 | шосейна гонка з роздільним стартом | 3     |
| Афіни 2004 | особисті Pursuit, 3,000 metres     | 5     |
| Пекін 2008 | шосейна гонка з роздільним стартом | 3     |
| Пекін 2008 | особисті Pursuit, 3,000 metres     | 9     |